# Prostitution au Togo
La prostitution au Togo est légale et courante. Les activités connexes telles que le racolage, vivre des revenus de la prostitution ou le proxénétisme sont interdites. La peine encourue peut aller jusqu'à dix ans d'emprisonnement s'il s'agit de mineurs ou de violence. En 2014, le nombre de travailleuses du sexe dans le pays est estimé à 10 284. Une enquête de 2011 a révélé que 51 % travaillaient dans des bars et 26 % dans des bordels. Environ la moitié des professionnels du sexe du pays se trouvent à Lomé. Selon une étude publiée en 2015, entre 2005 et 2015, la prostitution au Togo a augmenté de 180 %, et que les trois quarts des prostituées sont togolaises et que les femmes ghanéennes représentent 15 % des prostituées. Il n'est pas rare que des prostituées se déplacent entre le Togo et les pays voisins pour trouver du travail.
Le trafic sexuel, la prostitution enfantine et le VIH sont des fléaux dans le pays. Cependant, le pays a récemment introduit certains codes gouvernementaux et a également commencé à appliquer les codes existants, tels qu'un code de l'enfant. Plusieurs étudiants universitaires se tournent vers la prostitution pour des raisons financières.
Des rapports font état de bordels et de prostituées travaillant dans diverses parties de Lomé, notamment Décon et Kodjoviakopé (près d'Aflao, de l'autre côté de la frontière ghanéenne). Les prostituées sont de nationalité togolaise, nigériane, libérienne, ghanéenne et  ivoirienne. De nombreuses travailleuses du sexe de la ville ont des chauffeurs de taxi réguliers qui les font tourner et attendent pendant qu'elles sont avec un client. Les gérants d'hôtels peuvent également proposer des tarifs spéciaux si la travailleuse du sexe y amène régulièrement des clients.

## Histoire

### Période coloniale allemande
À la fin du XIXe et au début du XXe siècle, le pays faisait partie du protectorat du Togoland dans l'Empire allemand. La prostitution s'est développée avec la colonisation allemande, d'abord le long de la côte (en particulier à Lomé), puis s'est propagée à l'intérieur des terres au fur et à mesure que la colonisation avançait vers l'intérieur. À Lomé, Aného et Atakpamé, les prostituées africaines ne servant que des hommes européens étaient tenues de vivre dans des zones désignées appelées « kasernierung ». Une maison close est construite à Lomé en 1909 pour remplacer la zone kasernierung. Au départ, il abritait 40 prostituées.

### Période coloniale française
Après la défaite de l'Allemagne lors de Première Guerre mondiale et le contrôle français ultérieur du pays, la prostitution continue à prospérer. Le grand nombre d'hommes célibataires ou mariés loin de chez eux, de colons et de troupes a créé la demande de prostitution. Comme dans d'autres colonies françaises, des bordels militaires s'installent autour des lieux de stationnement des troupes.

## Inégalité des genres
Les experts réunis par les Nations unies ont constaté que les femmes portent généralement « toute la responsabilité » des problèmes rencontrés dans l'industrie du sexe. En réponse aux problèmes relevés par ce comité, le gouvernement du Togo déclare le 31 juillet journée de la femme dans tout le pays. De plus, c'est peut-être ce qui les a encouragés à adopter certaines de leurs nouvelles politiques, telles que l'application active des lois qui protègent les enfants contre le commerce du sexe. Ce comité a fait remarquer que le sexe était un acte à deux et que les hommes qui constituent généralement le marché de la demande pour les travailleurs du sexe doivent également être examinés et tenus responsables de leurs actes.

## Santé sexuelle
Le VIH et la syphilis sont des maux pays. Les travailleuses du sexe et leurs clients sont des groupes à haut risque, d'autant plus que l'utilisation du préservatif est irrégulière, bien qu'il existe onze programmes de prévention différents distribuant des préservatifs dans tout le pays.
La prévalence du VIH a baissé chez les professionnelles du sexe : 29,5 % en 2005, 13,1 % en 2011 et 11,7 % en 2015. La prévalence nationale du VIH chez les adultes était de 2,1 % en 2016. Cependant, les taux de prévalence varient d'un bout à l'autre du pays ; bien que la moyenne chez les professionnels du sexe était de 13,1 % en 2011, elle variait de 19,5 % à Lomé à 7,8 % dans les régions des Savanes et de la Kara .
Une étude de 2008 note que jusqu'à 60 % des conducteurs de camions longs au Togo qui avaient des relations sexuelles avec des professionnel(le)s du sexe n'utilisaient pas de préservatif pendant les rapports sexuels. De plus, environ 50 % des camionneurs interrogés ont déclaré qu'ils n'avaient pas été testés pour le VIH, ce qui est une statistique préoccupante compte tenu de la prévalence des maladies sexuellement transmissibles au Togo.
Une étude réalisée en 2011 a révélé que 2,2 % des professionnels du sexe étaient infectés par la syphilis et 2,3 % des clients. Cela variait également selon les régions, celles de Lomé ayant le taux d'infection le plus élevé à 3,1 %.
Les hommes, les femmes et les couples homosexuels ne bénéficient pas du même accès à la prise en charge du diagnostic et du traitement d'un cas potentiel de VIH/SIDA que les couples hétérosexuels.[réf. nécessaire]

## Préoccupations en matière de droits de l'homme
Dans les années 2000, des inquiétudes ont été soulevées au niveau international concernant la prostitution des enfants au Togo. La loi togolaise interdit explicitement l'exploitation sexuelle des enfants et la prostitution des enfants, bien qu'elle ne soit pas effectivement appliquée. Des organisations non gouvernementales telles que l'UNICEF sont intervenues pour tenter de retirer les enfants prostitués de la rue. Des cas de traite de femmes à des fins de prostitution ont également été signalés.
Un autre facteur au Togo est que les lois ne protègent pas suffisamment contre le trafic d'enfants et ces enfants sont généralement vendus dans l'industrie du sexe. Le Togo n'applique pas la loi qui empêche la vente d'enfants à l'esclavage sexuel, et il n'existe pas non plus de loi sur le viol statutaire au Togo. Depuis 2007, le gouvernement togolais a fait un travail remarquable en sensibilisant la population togolaise aux problèmes de l'exploitation sexuelle et de la prostitution des enfants. Il a publié en 2007 un code qui protège les droits des enfants dans certains domaines de la vie. Ce code a conduit à la libération de centaines d'enfants travailleurs du sexe dans tout le pays, après que le gouvernement ait amélioré ses efforts pour faire appliquer ce code. Une fois que ces enfants ont été rassemblés, ils ont été correctement pris en charge, et testés pour une série d'examens médicaux, principalement sur les aspects de santé sexuelle.[réf. nécessaire]

### Trafic sexuel
Le Togo est un pays à la fois source, de transit et de destination pour les femmes et les enfants victimes de la traite sexuelle. La frontière occidentale de la région des Plateaux, qui offre un accès facile aux principales routes conduisant à Lomé et à Accra, au Ghana, est la principale source de victimes de la traite au cours de la période considérée. La plupart des victimes togolaises sont des enfants exploités à l'intérieur du pays. Les trafiquants amènent les enfants des zones rurales à Lomé, où ils sont exploités dans le cadre du trafic sexuel d'enfants. Des filles du Ghana sont exploitées dans le cadre du trafic sexuel au Togo. De septembre à avril, de nombreux adultes et enfants togolais migrent à la recherche d'opportunités économiques vers le Bénin, le Burkina Faso, le Niger et le Mali, où beaucoup sont victimes de trafic sexuel. Des femmes togolaises ont été frauduleusement recrutées pour travailler en Arabie saoudite, au Liban, aux États-Unis et en Europe, où elles sont soumises à la prostitution forcée.
Le bureau de surveillance et de lutte contre la traite des personnes du département d'État des États-Unis classe le Togo parmi les pays de la « liste de surveillance de niveau 2 ».
En 2005, lors d'un raid dans la capitale Lomé, plus de 200 personnes sont arrêtées dans le cadre d'une opération visant à réduire la prostitution des enfants. Le gouvernement avait auparavant annoncé à la radio sa volonté de lutter contre ce fléau. La ministre de la Protection de l'enfance, Agneley Christine Mensah, a déclaré que les enfants arrêtés seraient pris en charge et aidés à apprendre de nouveaux métiers et à acquérir de nouvelles compétences afin de pouvoir s'intégrer dans une vie sociale et économique normale.